# 马甲子
马甲子（学名：Paliurus ramosissimus，英文：Thorny Wingnic）为鼠李科马甲子属下的一个种。

## 扩展阅读
- 維基物種上的相關：马甲子